# Gianni Raimondi
Pour les articles homonymes, voir Raimondi.
Gianni Raimondi (Bologne, 17 avril 1923 - Pianoro, 19 octobre 2008) est un ténor italien.

## Biographie
Gianni Raimondi étudie au Conservatoire de musique de sa ville natale avec Melandri et Barra-Caracciolo, et y fait ses débuts en 1948, dans le rôle d'Ernesto de Don Pasquale.
Il chante dans toute l'Italie, notamment à Florence en 1952, lors d'une reprise d' Armida de Rossini, aux côtés de Maria Callas. Il la retrouve pour ses débuts à La Scala de Milan en 1955, en Alfredo de La traviata, dans la fameuse production de Luchino Visconti. Il participe également à une autre production Visconti-Callas, la reprise d'Anna Bolena de Donizetti, dans le rôle de Percy, en 1957. Toujours à La Scala, il chante lors des reprises de Mosè in Egitto, en 1958, et de Semiramide, en 1962, cette fois aux côtés de Joan Sutherland.
Très apprécié pour la beauté de sa voix et la vaillance de son registre aigu, il brille dans le répertoire romantique (Arnold, Arturo, Gennaro, Edgardo, Fernando, Carlo, Duc de Mantoue, Faust, Rodolfo, Pinkerton, etc).
Il parait à l'Opéra de Monte-Carlo, au Palais Garnier de Paris, à l'Opéra de Vienne, au Royal Opera House de Londres, etc. Il fait ses débuts en Amérique au San Francisco Opera en 1957, suivi du Lyric Opera de Chicago, puis au Teatro Colon de Buenos Aires, en 1959. Il débute au Metropolitan Opera de New York en 1965, en Rodolfo de La Bohème, aux côtés d'une autre débutante, Mirella Freni.
Dans les années 1970, il élargit son répertoire en y ajoutant des rôles plus héroïques, tels Pollione et Cavaradossi, et chante plusieurs opéras de Verdi, notamment Macbeth, I masnadieri, I vespri siciliani, Simon Boccanegra.
Raimondi a laissé peu d'enregistrements commerciaux, le plus célèbre est sans doute La traviata, avec Renata Scotto et Ettore Bastianini (DG, 1962). Il participe à une version cinématographique de La Bohème, chantant Rodolfo aux côtés de Freni, sous la direction de Herbert Von Karajan (DG, 1963).

## Discographie sélective
- 1953 - Linda di Chamounix - Margherita Carosio, Gianni Raimondi, Rina Corsi, Giuseppe Taddei, Giuseppe Modesti, Carlo Badioli - Coro e Orchestra della Rai Milano, Alfredo Simonetto - (Walhall)
- 1954 - La favorita - Fedora Barbieri, Gianni Raimondi, Carlo Tagliabue, Giulio Neri - Coro e Orchestra della Rai Torino, Angelo Questa - (Warner-Fonit)
- 1957 - Anna Bolena - Maria Callas, Giulietta Simionato, Gianni Raimondi, Nicola Rossi-Lemeni - Coro e Orchestra del Teatro alla Scala, Gianandrea Gavazzeni - (EMI, live)
- 1959 - I puritani - Anna Moffo, Gianni Raimondi, Ugo Savarese, Raffaele Arié - Coro e Orchestra della Rai Milano, Mario Rossi - (Myto)
- 1962 - La traviata - Renata Scotto, Gianni Raimondi, Ettore Bastianini - Coro e Orchestra del Teatro alla Scala, Antonino Votto - (DG)
- 1970 - I Vespri siciliani - Renata Scotto, Gianni Raimondi, Piero Cappuccilli, Ruggiero Raimondi - Coro e Orchestra del Teatro alla Scala, Gianandrea Gavazzeni (Myto)
- 1972 -  Norma - Montserrat Caballé, Fiorenza Cossotto, Gianni Raimondi, Ivo Vinco - Coro e Orchestra del Teatro alla Scala, Gianandrea Gavazzeni (Myto)